# Малліка Тауншип (Нью-Джерсі)
Малліка Тауншип (англ. Mullica Township) — селище (англ. township) в США, в окрузі Атлантик штату Нью-Джерсі. Населення — 5816 осіб (2020).

## Демографія
Згідно з переписом 2010 року, у селищі мешкало 6147 осіб у 2154 домогосподарствах у складі 1631 родини. Було 2360 помешкань
Расовий склад населення:
| - 83,3 % — білих - 5,7 % — чорних або афроамериканців - 0,7 % — азіатів - 0,2 % — корінних американців - 7,2 % — осіб інших рас |

До двох чи більше рас належало 2,9 %. Частка іспаномовних становила 17,0 % від усіх жителів.
За віковим діапазоном населення розподілялося таким чином: 23,1 % — особи молодші 18 років, 63,6 % — особи у віці 18—64 років, 13,3 % — особи у віці 65 років та старші. Медіана віку мешканця становила 41,7 року. На 100 осіб жіночої статі у селищі припадало 100,6 чоловіків;  на 100 жінок у віці від 18 років та старших — 100,1 чоловіків також старших 18 років.
Середній дохід на одне домашнє господарство  становив 80 623 долари США (медіана — 67 269), а середній дохід на одну сім'ю — 84 165 доларів (медіана — 75 086). Медіана доходів становила 59 344 долари для чоловіків та 42 312 долари для жінок. За межею бідності перебувало 10,0 % осіб, у тому числі 5,4 % дітей у віці до 18 років та 10,4 % осіб у віці 65 років та старших.
Цивільне працевлаштоване населення становило 2805 осіб. Основні галузі зайнятості: освіта, охорона здоров'я та соціальна допомога — 16,2 %, будівництво — 15,8 %, роздрібна торгівля — 12,0 %, мистецтво, розваги та відпочинок — 10,1 %.